# Паіс Давид Борисович
Давид Борисович Паіс (нар. 13 вересня 1946, Дніпропетровськ, УРСР — пом. 26 вересня 1999, Москва, Росія) — радянський футболіст, нападник та півзахисник. Майстер спорту СРСР (1965).

## Життєпис
Вихованець дніпропетровських ДСШ та «Дніпра», перший тренер — Ф. Коломієць. У 1964 році грав за дубль «Дніпра». У чемпіонаті СРСР виступав за клуби «Трубник» Нікополь (1965), «Арарат» Єреван (1965-1966), «Дніпро» (1966), «Торпедо» Москва (1967-1971), «Шахтар» Донецьк (1972). У 1974 році працював тренером у «Спартаку» (Семипалатинськ).
Володар призу найкращому дебютанту сезону (1965, «Арарат»). Бронзовий призер чемпіонату СРСР 1968, володар Кубку СРСР 1968 у складі «Торпедо». Провів 7 матчів, відзначився одним м'ячем в єврокубках.
Помер у 1999 році у віці 53 років.